# Henry Osborne Havemeyer

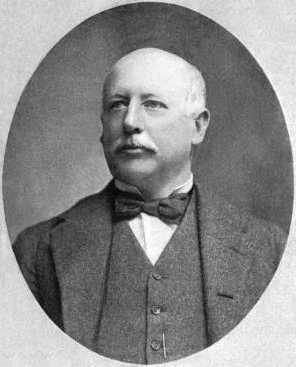
Henry Osborne Havemeyer in 1899

Henry Osborne Havemeyer (18 oktober 1847 – 4 december 1907) was een Amerikaans ondernemer die in 1891 de American Sugar Refining Company stichtte, die de suikerindustrie in de Verenigde Staten in de late 19e eeuw, volledig domineerde. Hij was een telg uit de derde generatie van Duitse immigranten, die van bij het begin actief geweest waren in de suikerproductie en handel. Naast zijn loopbaan als ondernemer bouwde Henry Osborne Havemeyer samen met zijn tweede vrouw Louisine Waldron Elder, een zeer grote kunstcollectie op, waarvan een groot deel, na het overlijden van Louisine in 1929, aan het Metropolitan Museum of Art in New York werd geschonken.

## Biografie
Henry Osborne Havemeyer was de zoon van Frederick Christian Havemeyer en Sarah Osborne Townsend. Hij werd geboren in Commack op Long Island en was de jongste van vier zoons. De Havemeyer familie was in suikerraffinage actief geweest nadat Henry’s grootvader in de vroege jaren 1800 bij zijn vestiging in de Verenigde Staten, met zijn broers een kleine suikerraffinaderij had opgericht. Bij zijn dood, Henry was toen 14 jaar, liet hij een fortuin van drie miljoen dollar na. Henry’s vader, Frederick Havemeyer bouwde verder op het succes van zijn vader, samen met zijn broer William F. Havemeyer, richtte hij de maatschappij Havemeyer & Elder op.
In 1887 richtte Henry O. Havemeyer de Sugar Refineries Company op, ook gekend als de Sugar Trust die tegen het eind van dat jaar al 17 van de 23 raffinaderijen in de Verenigde Staten omvatte. Via interne competitie bleven er tegen eind 1890 slechts vijf over, waarbij Havemeyer & Elder de enige was in de New Yorkse regio.
Op 22 augustus 1883 trad Henry Osborne Havemeyer in het huwelijk met Louisine Waldron Elder. Ze kregen drie kinderen, een dochter Adaline (11 juli 1884), een zoon Horace (19 maart 1886) en een tweede dochter Electra (16 augustus 1888).

## De Havemeyer collectie
Louisine Waldron Elder was reeds vanaf haar achttien begonnen met het verzamelen van kunst. Onder invloed van haar goede vriendin Mary Cassatt kocht ze al in 1874 een werk van Edgar Degas: La répétion du ballet. Ze was bijzonder geïnteresseerd in het werk van de Franse impressionisten. Dankzij het geld van haar echtgenoot kon Louisine zich nu helemaal op het verzamelen van kunst gaan toeleggen. Haar echtgenoot Henry was aanvankelijk heel erg geïnteresseerd in Japanse en Chinese decoratieve kunsten en in oude meesters. Onder de invloed van zijn vrouw ging hij zich ook interesseren voor de Franse schilderkunst van de 19e eeuw.
Het echtpaar bleef beroep doen op de goede raad en aanbevelingen van Mary Cassatt, en hoewel Henry Havemeyer zijn rol zeker niet beperkte tot wandelend chequeboek, was het vooral de verdienste van Mary Cassatt en Louisine dat de collectie van 19e-eeuwse Franse schilders tot stand kwam. Ze maakten ook dankbaar gebruik van hun goede relatie met de kunsthandelaar Durand-Ruel die hen de eerste keuze gaf van de werken die via hem op de markt kwamen. Henry en Louisine lieten een huis bouwen in New York op de hoek van de Fifth Avenue en East 66th Street. Het werd ingericht door Louis Comfort Tiffany en Samuel Colman en gedecoreerd met kunstwerken uit hun verzameling. Louisine en Henry bouwden een van de mooiste kunstcollecties in de Verenigde Staten op.

## Legaat
Louisine Waldron Elder schonk in naam van haar overleden man, Henry Osborne Havemeyer een deel van haar collectie aan het Metropolitan Museum of Art. Volgens haar testament waren dat in een eerste codicil 113 kunstwerken, meestal schilderijen, en in een tweede codicil 29 schilderijen. Verder stelde ze haar zoon Horace aan om in naam van de kinderen die kunstwerken te schenken die ze zelf niet wilden behouden. De kinderen volgden hun moeders voorbeeld en in totaal werden 1967 kunstvoorwerpen, schilderijen, sculpturen, tekeningen, prenten en decoratieve objecten afkomstig uit Europa, Egypte, het antieke Rome en Griekenland, Azië en de islamitische wereld, aan het museum geschonken. Er waren geen voorwaarden aan dit legaat verbonden, buiten de vraag om alle werken in de schenking te benoemen als deel van de “H. O. Havemeyer collection” omdat ze met de schenking een herdenkingsmonument voor haar overleden echtgenoot wou oprichten, en de bepaling dat de werken permanent moesten tentoongesteld worden.